# Покървеник
Покървеник (на македонска литературна норма: Покрвеник) е село в община Ресен, Северна Македония.

## География
Селото е разположено на юг от град Ресен, в Ресенското поле.

## История
В основите на гробищната църква „Свети Атанасий“ е разкрита раннохристиянска базилика.
В XIX век Покървеник е село в Битолска кааза, Нахия Долна Преспа на Османската империя. В „Етнография на вилаетите Адрианопол, Монастир и Салоника“, издадена в Константинопол в 1878 година и отразяваща статистиката на населението от 1873 година, Пакървени (Pakrvéni) е посочено като село с 36 домакинства и 88 жители българи.
Според статистиката на Васил Кънчов („Македония. Етнография и статистика“) от 1900 година Покървеникъ има 220 жители, всички българи християни.
На Етнографската карта на Битолския вилает на Картографския институт в София от 1901 година Покървеник е чисто българско село в Битолската каза на Битолския санджак с 51 къщи.
Селото пострадва по време на Илинденско-Преображенското въстание. След въстанието селото получава помощи от българския владика Григорий Пелагонийски.
Само мене откараха жива стока за 180 лири... Селото ни изгориха на 18. авг. войски, които бѣха дошли отъ къмъ Охридъ й Рѣсенъ на 17. Тѣ се придружаваха и оть много башибозукъ. Ние, цѣлото население, забѣгнахме заедно съ живата стока къмъ с. Отешово. На другия день войскитѣ изгориха Покървеникъ, опѫтиха се къмъ Вълкодере и го изгориха, а живата стока откараха въ града. А голѣма частъ отъ тая пъстра сбирщина нападна селото Перово и го подпали. Тоя день въ Покървеникъ и Вълкодере бидоха убити по единъ старецъ, Войскитѣ стигнаха и въ Отешево, а ние оставихме цѣлата си жива стока и се спуснахме да се спасяваме къмъ с. Дупени и планината Туминецъ. Ограбенитѣ вещи отъ войскитѣ се продавали въ града.
В началото на XX век жителите на селото е под върховенството на Българската екзархия. По данни на секретаря на екзархията Димитър Мишев („La Macédoine et sa Population Chrétienne“) през 1905 година в Покървеник има 192 българи екзархисти. До Балканските войни в селото работи българско училище, църквата носи името на „Свети Никола“.
Според преброяването от 2002 година селото има 65 жители, всички северномакедонци.
| Националност     | Всичко |
| северномакедонци | 65     |
| албанци          | 0      |
| турци            | 0      |
| цигани           | 0      |
| власи            | 0      |
| сърби            | 0      |
| бошняци          | 0      |
| други            | 0      |

## Личности
Починали в Покървеник
- Цветко Попов Караджиев, български военен деец, подпоручик, загинал през Втората световна война[12]